# Amsterdam-Insel
Die Amsterdam-Insel (französisch Île Amsterdam, auch Nouvelle Amsterdam, niederländisch Nieuw Amsterdam) ist eine Insel im südlichen Indischen Ozean. Sie gehört politisch zum französischen Überseeterritorium Terres australes et antarctiques françaises (kurz TAAF). Die Insel ist bis auf eine Forschungsstation unbewohnt.
Im Jahr 2019 wurde die Insel zum UNESCO-Weltnaturerbe erklärt.

## Geographie
Die nahe den Bruchlinien zwischen drei auseinanderdriftenden Kontinentalplatten entstandene Insel ist vulkanischen Ursprungs und erst etwa 300.000 Jahre alt. Der gegenwärtig inaktive Stratovulkan, dessen Westflanke entlang einer Störung kollabiert ist, entstand in zwei Ausbruchsphasen. Das Ausbruchszentrum des in der ersten Phase entstandenen Fernand-Paläovulkans befand sich an der Pointe d’Entrecasteaux im Südwesten der heutigen Insel. Ungefähr zwei Kilometer weiter östlich bildete sich der jüngere Dives-Neovulkan, der ungefähr 95 % der heutigen Inselfläche überdeckt. Sein bislang nicht genau bestimmtes Alter wird auf einige 10.000 Jahre geschätzt. Es gibt ungefähr 20 junge Schlackenkegel, von denen einige in den letzten Jahrhunderten ausgebrochen sein könnten, wenngleich Beobachtungen hierzu fehlen.
Die Insel ist etwa 10 km lang, 7 km breit und weist eine Fläche von 57,5 km² auf. Die höchste Erhebung ist der Mont de la Dives mit 881 m. Die Küsten sind sehr steil und zerklüftet;  sie bestehen, mit Ausnahme eines etwa einen Kilometer langen Abschnitts im Norden der Insel, aus einer durchschnittlich 80 m hohen Steilküste. Vor der nördlichen Westküste liegt die kleine Nebeninsel Le Solitaire. Oberhalb der Steilküste bis zu einer Höhe von etwa 300 m erstreckt sich das im Sommer sehr trockene Tiefland. Das Hochland, von 300 m bis 600 m, ist von einem unberührten Torfmoor geprägt. Noch höher befinden sich ein Torfmoor-Plateau und der 881 m hohe Gipfel des Mont de la Dives. Im Westen stürzt das Plateau mit einer bis zu 700 m hohen Kliffküste zum Ozean hin ab. Die Entfernung zur kleineren, südlich benachbarten Sankt-Paul-Insel beträgt 92 km.

## Klima
Auf der Amsterdam-Insel, die sich annähernd auf der gleichen geographischen Breite befindet wie die australische Metropole Melbourne, die Nordinsel Neuseelands oder der argentinische Badeort Mar del Plata, herrscht auf Meereshöhe ein mildes maritimes Klima mit einer mittleren Jahrestemperatur von 14 °C, in den höheren Bereichen entspricht es eher dem einer subantarktischen Insel. Die jährliche Niederschlagsmenge beträgt 1100 mm. Das Klima ist von stetigen westlichen Winden und hoher Luftfeuchtigkeit geprägt.
|                        | Jan  | Feb  | Mär  | Apr  | Mai  | Jun  | Jul  | Aug  | Sep  | Okt  | Nov  | Dez  |   |      |
| Mittl. Temperatur (°C) | 16,6 | 17,0 | 16,1 | 15,0 | 13,3 | 12,0 | 11,3 | 11,1 | 11,6 | 12,3 | 13,5 | 15,5 | ⌀ | 13,8 |
| Mittl. Tagesmax. (°C)  | 19,5 | 19,8 | 18,7 | 17,3 | 15,4 | 14,0 | 13,3 | 13,3 | 13,8 | 14,7 | 15,9 | 18,0 | ⌀ | 16,1 |
| Mittl. Tagesmin. (°C)  | 14,3 | 14,5 | 13,7 | 12,9 | 11,2 | 9,8  | 9,3  | 9,0  | 9,5  | 10,1 | 11,3 | 13,2 | ⌀ | 11,6 |
|                        |      |      |      |      |      |      |      |      |      |      |      |      |   |      |
| Niederschlag (mm)      | 96   | 78   | 82   | 102  | 110  | 113  | 104  | 95   | 83   | 85   | 90   | 81   | Σ | 1119 |
|                        |      |      |      |      |      |      |      |      |      |      |      |      |   |      |
| Luftfeuchtigkeit (%)   | 81   | 79   | 79   | 81   | 81   | 81   | 81   | 80   | 80   | 80   | 81   | 82   | ⌀ | 80,5 |

| 14,3 |

| 14,5 |

| 13,7 |

| 12,9 |

| 11,2 |

| 9,8 |

| 9,3 |

| 9,0 |

| 9,5 |

| 10,1 |

| 11,3 |

| 13,2 |

| 14,3 |

| 14,5 |

| 13,7 |

| 12,9 |

| 11,2 |

| 9,8 |

| 9,3 |

| 9,0 |

| 9,5 |

| 10,1 |

| 11,3 |

| 13,2 |

## Entdeckung und Besiedlung
Die Insel wurde am 18. März 1522 von Juan Sebastián Elcano an Bord des letzten verbliebenen Schiffes der Weltumsegelungsflotte von Ferdinand Magellan entdeckt. Eine Landung gelang wegen starker Brandung und ungünstiger Winde nicht. Elcano gab der Insel jedoch keinen Namen. Erst im Juni 1633 benannte der holländische Kapitän Antonio van Diemen, unterwegs als Gouverneur nach Java, die Insel nach einem seiner Schiffe Nieuw Amsterdam. Später vorbeifahrende Briten verwechselten die Namen der Inseln Amsterdam und Sankt Paul auch auf ihren Seekarten. Vermutlich der erste, der Amsterdam betrat, war 1696 der Holländer Willem de Vlamingh. Am 28./29. März 1792 besuchte der französische Entdecker Joseph Bruny d’Entrecasteaux auf der Suche nach dem verschollenen Jean-François de La Pérouse die Insel.
Bis ins 19. Jahrhundert hinein wurde an ähnlichen Positionen wie die Amsterdam-Insel auf Karten die Phantominsel Dos Romeiros eingezeichnet, die vermutlich mit ihr identisch ist.
Am 1. Juli 1843 ging der französische Dreimaster L’Olympe unter Kapitän Martin Dupeyrat an der Küste vor Anker. Mit Mühe gelang eine Landung per Ruderboot, und durch das Hissen der Trikolore wurde Amsterdam für Frankreich offiziell in Besitz genommen. Um die damalige politische Annäherung an Großbritannien nicht zu gefährden, weigerte sich der König, die Inbesitznahme zu ratifizieren und zog die kleine auf der Sankt-Paul-Insel stationierte Garnison wieder zurück.

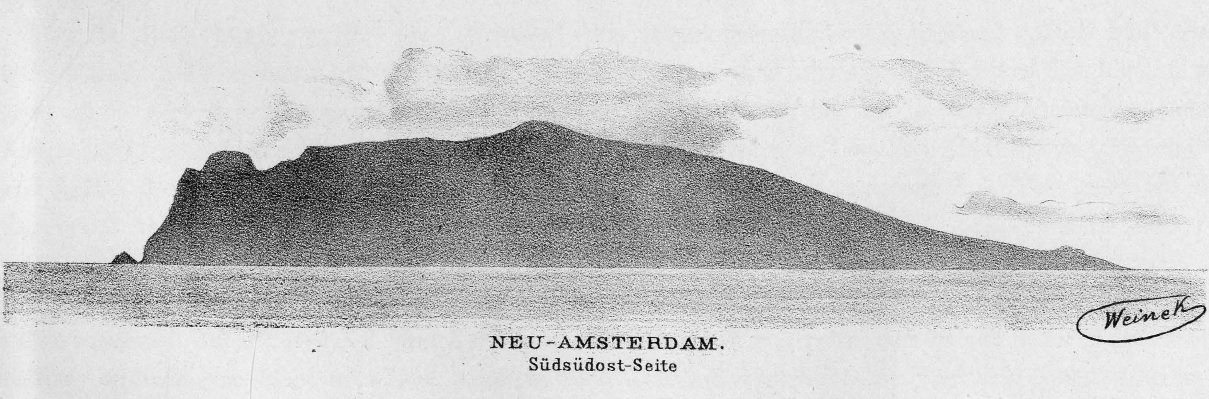
Die Amsterdam-Insel, gezeichnet 1875 von Ladislaus Weinek

Die Insel wurde Ende 1857 im Zuge der Novara-Expedition kurz wissenschaftlich erforscht. Die endgültige französische Inbesitznahme wurde erst im Oktober 1892 durch den Aufklärer La Bourdonnais vollzogen und im Januar 1893 durch das Kriegsschiff L’Eure bestätigt.
Ein Versuch, die Insel zu besiedeln, schlug fehl. Vom 18. Januar bis 19. August 1871 siedelte der Franzose Heurtin mit Frau, drei Kindern und vier Knechten auf der Insel. Aber die unwirtliche Insel ließ eine landwirtschaftliche Nutzung kaum zu. Nach dem Tod von zwei Knechten und wachsender Einsamkeit auf dem isolierten Eiland gaben die Heurtins bald auf. Nur die mitgebrachten Rinder blieben, vermehrten sich, und ihre Nachkommen bewohnten die Insel bis 2010.

## Forschungsstation
Erst Ende 1949 begann mit der Errichtung einer kleinen meteorologischen Station die dauerhafte Besiedlung. Unter der Leitung des Meteorologen Paul de Martin de Viviès errichteten 23 Personen in acht Monaten die Forschungsstation Camp Heurtin. 1961 bis 1972 war der Name der Station La Roche Godon, 1972 wurde sie nach Martin de Viviès benannt. Die Base Martin de Viviès umfasst 4.800 m² und war anfangs mit 34, mittlerweile mit 25 Personen, darunter 4 Meteorologen, besetzt. Die Ablösung erfolgt nur einmal jährlich mittels des Versorgungsschiffs Marion Dufresne, das von dem etwa 2.800 km entfernten Réunion kommt. Die Station verfügt über Dieselgeneratoren und Regenwasserzisternen zur Trinkwasserversorgung; an Lebensmitteln gibt es Konserven, Gefrierware sowie Langusten und Rindfleisch.

## Landwirtschaft und Umwelt
Die einst von Walfängern, Pelzjägern und freigelassenen Haustieren verwüstete Insel hat sich durch Schutzmaßnahmen seit den 1990er Jahren wieder etwas erholt. Verwilderte Hausschweine und Hunde starben von selbst wieder aus, Hausziegen wurden ausgerottet. Die 1871 von Heurtin auf der Insel zurückgelassenen Hausrinder hatten sich so stark vermehrt, dass 1985 mehr als 2000 Exemplare gezählt wurden. Das Weidegebiet der inzwischen völlig verwilderten Rinder wurde 1992 durch einen Zaun auf den Nordwesten der Insel beschränkt; zusätzlich wurde ein großer Teil der Herde getötet. In den Gebieten außerhalb des Zauns wurde mit der Wiederaufforstung von Phylica arborea begonnen. Die vollständige Ausrottung der Rinder wurde 2007 beschlossen und in den Jahren 2008 bis 2010 durchgeführt.

## Flora

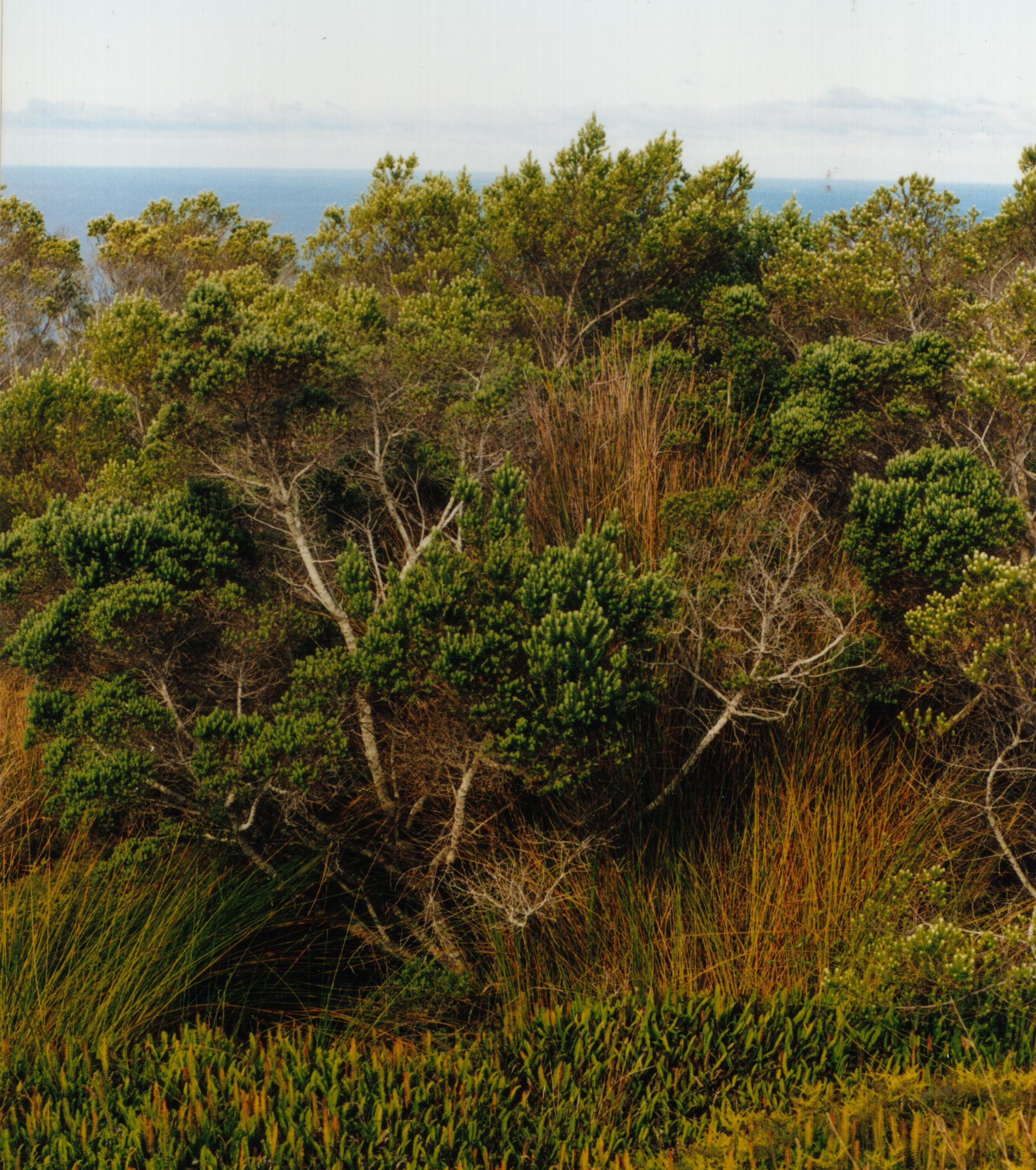
Bestände von Phylica arborea auf der Amsterdam-Insel

Die Flora ist relativ reichhaltig und abhängig von der Höhenlage in verschiedene Vegetationsstufen gegliedert. Eine Besonderheit ist die seltene Baumart Phylica arborea, die sonst nur auf der zu Tristan da Cunha gehörenden Gough-Insel zu finden ist.

## Fauna
Auf der Insel leben neben anderen Albatros-Arten (Rußalbatros, Gelbnasenalbatros, Dunkelalbatros) der nur hier brütende Amsterdam-Albatros (Diomedea amsterdamensis), Große Raubmöwen (Stercorarius skua), Antipodenseeschwalben (Sterna vittata), Eselspinguine (Pygoscelis papua) und Nördliche Felsenpinguine (Eudyptes moseleyi). An den Küsten sind Subantarktische Seebären (Arctocephalus tropicalis) und Südliche See-Elefanten (Mirounga leonina) anzutreffen, im Inselinneren bis 2010 eine Herde völlig verwilderter Hausrinder. Außerdem wurden Mäuse, Wanderratten und Katzen eingeschleppt. Nur auf der Amsterdam-Insel lebte die vermutlich im 18. Jahrhundert ausgestorbene endemische Amsterdamente (Anas marecula), die 1996 anhand von Fossilienfunden wissenschaftlich beschrieben wurde. In den inselnahen Gewässern werden regelmäßig Schwertwale gesichtet.
Die Vogelschutzorganisation BirdLife International weist das zentrale Hochland und die Kliffs der Westküste als Important Bird Areas TF006 und TF007 aus.

## Literarische Wirkung
Die Insel ist gemeinsam mit der benachbarten Sankt-Paul-Insel einer der Schauplätze des Romans Die Kinder des Kapitän Grant von Jules Verne. Außerdem verschlägt es im Roman Insel der Versuchung von Henri Crouzat vier Schiffbrüchige auf die Insel. Auch der Roman Gegen den Tag von Thomas Pynchon streift die Geschichte der beiden Inseln und der Fregatte HMS Megaera, die 1871 auf der Insel Sankt Paul Schiffbruch erlitt. In Alfred van Cleefs autobiografischem Roman Die verirrte Insel oder die weite Reise eines unglücklichen Mannes versucht der Autor, seinen Liebeskummer durch einen Aufenthalt auf der Insel zu überwinden. Auch der Atlas der abgelegenen Inseln widmet der Insel eine Doppelseite.
In dem in den Siebzigern spielenden  biografischen Roman FG von Heinz Andernach  (Print-on-Demand) spielt Neu Amsterdam eine zentrale Rolle in den Fantasien von  Andi, Gründer einer kleinen Gruppe Jugendlicher,  die mit Robin Hood-Methoden von der Insel aus operieren und die Welt verbessern wollen.